# Yolnabaj
Yolnabaj (ook bekend als Laguna Brava) is een karstmeer in Guatemala. Het ligt in de gemeente Nentón in het departement Huehuetenango, nabij de grens met Mexico. Het meer wordt gevoed door verschillende beken en ondergrondse waterlopen, waaronder de Río Yalacastán.
Het gebied rond het meer wordt sinds de 19e eeuw bewoond door Maya-volkeren als de Chuj. In het jaar 2000 ontstond er een conflict over het landgebruik tussen de inheemse gemeenschappen die van het gebied afhankelijk waren, en de Amerikaanse eigenaren die er een natuurreservaat van wilden maken.